# Rèsie
Die Rèsie (auch Résie geschrieben) ist ein kleiner Fluss im Osten von Frankreich, der im Département Haute-Saône der Region Bourgogne-Franche-Comté nordwestlich der Stadt Besançon verläuft.

## Geografie

### Verlauf
Die Rèsi entspringt unter dem Namen Tourouge beim Alten Schloss im Gemeindegebiet von Valay, verläuft generell Richtung Westsüdwest und mündet nach insgesamt rund 15 Kilometern bei Broye-lès-Pesmes im Gemeindegebiet von Broye-Aubigney-Montseugny als rechter Nebenfluss in den Ognon.

### Orte am Fluss
(Reihenfolge in Fließrichtung)
- Valay
- Lieucourt
- Vadans
- La Grande-Résie
- Aubigney, Gemeinde Broye-Aubigney-Montseugny
- Broye-lès-Pesmes, Gemeinde Broye-Aubigney-Montseugny